# 41. BAFTA-gála
A 41. BAFTA-gálát 1988-ban tartották, melynek keretében a Brit film- és televíziós akadémia az 1987. év legjobb filmjeit és alkotóit díjazta.

## Díjazottak és jelöltek
(a díjazottak félkövérrel vannak jelölve)

### Legjobb film
A Paradicsom...
- Kiálts szabadságot!
- A rádió aranykora
- Remény és dicsőség

### Legjobb idegen nyelvű film
Áldozathozatal (Offret) • Svédország
- A Paradicsom... (Jean de Florette) • Franciaország/Svájc/Olaszország
- ...és a Pokol (Manon des Sources) • Franciaország/Svájc/Olaszország
- Kutyasors (Mitt liv som hund) • Svédország

### David Lean-díj a legjobb rendezésért
Oliver Stone - A szakasz
- Claude Berri - A Paradicsom...
- John Boorman - Remény és dicsőség
- Richard Attenborough - Kiálts szabadságot!

### Legjobb főszereplő
Sean Connery - A rózsa neve
- Gary Oldman - Hegyezd a füled!
- Yves Montand - A Paradicsom...
- Gérard Depardieu - A Paradicsom...

### Legjobb női főszereplő
Anne Bancroft - Egy ház Londonban
- Sarah Miles - Remény és dicsőség
- Julie Walters - Personal Services
- Emily Lloyd - Bárcsak itt lennél

### Legjobb férfi mellékszereplő
Daniel Auteuil - A Paradicsom...
- John Thaw - Kiálts szabadságot!
- Ian Bannen - Remény és dicsőség
- Sean Connery - Aki legyőzte Al Caponét

### Legjobb női mellékszereplő
Susan Wooldridge - Remény és dicsőség
- Judi Dench - Egy ház Londonban
- Vanessa Redgrave - Hegyezd a füled!
- Dianne Wiest - A rádió aranykora

### Legjobb adaptált forgatókönyv
A Paradicsom... - Claude Berri, Gerard Brach
- Hegyezd a füled! - Alan Bennett
- Kis Dorrit - Christine Edzard
- Egy ház Londonban - Hugh Whitemore

### Legjobb eredeti forgatókönyv
Bárcsak itt lennél - Brian Leland
- Personal Services - David Leland
- Remény és dicsőség - John Boorman
- A rádió aranykora - Woody Allen

### Legjobb operatőri munka
A Paradicsom...
- Remény és dicsőség
- A szakasz
- Kiálts szabadságot!

### Legjobb jelmez
A rádió aranykora
- Kis Dorrit
- Aki legyőzte Al Caponét
- Remény és dicsőség

### Legjobb vágás
A szakasz
- Remény és dicsőség
- Kiálts szabadságot!
- A rádió aranykora

### Legjobb smink
A rózsa neve
- A Paradicsom...
- A légy
- Remény és dicsőség

### Anthony Asquith-díj a legjobb filmzenének
Aki legyőzte Al Caponét - Ennio Morricone
- Kiálts szabadságot! - George Fenton, Jonas Gwangwa
- Remény és dicsőség - Peter Martin
- Bárcsak itt lennél - Stanley Myers

### Legjobb díszlet
A rádió aranykora
- Aki legyőzte Al Caponét
- Remény és dicsőség
- A Paradicsom...

### Legjobb hang
Kiálts szabadságot!
- Remény és dicsőség
- A rádió aranykora
- Acéllövedék

### Legjobb vizuális effektek
Az eastwicki boszorkányok
- Rémségek kicsiny boltja
- A légy
- Acéllövedék